# Еліф Жалі Ешильирмак
Еліф Жалі Ешильирмак (при народженні Юлія Гураміївна Реквава тур. Elif Jale Yeşilırmak, рос. Юлия Гурамиевна Реквава; нар. 30 липня 1986, Смоленськ, РРФСР, СРСР) — російська і турецька борчиня вільного стилю, срібна та дворазова бронзова призерка чемпіонату світу, чемпіонка та триразова бронзова призерка чемпіонатів Європи, бронзова призерка Європейських ігор, учасниця двох Олімпійських ігор.

## Життєпис
Боротьбою почала займатися 2005 року. Спочатку виступала за збірну Росії під ім'ям Юлія Реквава. Була чемпіонкою Росії 2008 року та бронзовою призеркою 2009 року. 2011 року прийняла турецьке громадянство через те, що була мусульманкою. Змінила ім'я на Еліф Жалі Ешильирмак. Живе у Швеції..

## Виступи на Олімпіадах
| Змагання                    | Збірна    | Вагова категорія          | Місце |
| --------------------------- | --------- | ------------------------- | ----- |
| Літні Олімпійські ігри 2012 | Туреччина | жіноча боротьба, до 63 кг | 16    |
| Літні Олімпійські ігри 2016 | Туреччина | жіноча боротьба, до 58 кг | 9     |

### Виступи на Чемпіонатах світу
| Змагання                        | Збірна    | Вагова категорія          | Місце  |
| ------------------------------- | --------- | ------------------------- | ------ |
| Чемпіонат світу з боротьби 2011 | Туреччина | жіноча боротьба, до 63 кг | 20     |
| Чемпіонат світу з боротьби 2012 | Туреччина | жіноча боротьба, до 59 кг | 12     |
| Чемпіонат світу з боротьби 2014 | Туреччина | жіноча боротьба, до 58 кг | Бронза |
| Чемпіонат світу з боротьби 2015 | Туреччина | жіноча боротьба, до 58 кг | Бронза |
| Чемпіонат світу з боротьби 2018 | Туреччина | жіноча боротьба, до 59 кг | Срібло |
| Чемпіонат світу з боротьби 2019 | Туреччина | жіноча боротьба, до 57 кг | 18     |

### Виступи на Чемпіонатах Європи
| Змагання                         | Збірна    | Вагова категорія          | Місце  |
| -------------------------------- | --------- | ------------------------- | ------ |
| Чемпіонат Європи з боротьби 2009 | Росія     | жіноча боротьба, до 59 кг | Бронза |
| Чемпіонат Європи з боротьби 2012 | Туреччина | жіноча боротьба, до 63 кг | Бронза |
| Чемпіонат Європи з боротьби 2018 | Туреччина | жіноча боротьба, до 59 кг | Золото |
| Чемпіонат Європи з боротьби 2019 | Туреччина | жіноча боротьба, до 59 кг | Бронза |
| Чемпіонат Європи з боротьби 2020 | Туреччина | жіноча боротьба, до 62 кг | 9      |

### Виступи на Європейських іграх
| Змагання              | Збірна    | Вагова категорія          | Місце  |
| --------------------- | --------- | ------------------------- | ------ |
| Європейські ігри 2015 | Туреччина | жіноча боротьба, до 58 кг | Бронза |

### Виступи на інших змаганнях
| Змагання                                                      | Збірна    | Вагова категорія          | Місце  |
| ------------------------------------------------------------- | --------- | ------------------------- | ------ |
| Гран-прі «Іван Яригін» 2009                                   | Росія     | жіноча боротьба, до 59 кг | Срібло |
| Klippan Lady Open 2009                                        | Росія     | жіноча боротьба, до 59 кг | Срібло |
| Золотий Гран-прі з боротьби 2012 (Кліппан )                   | Туреччина | жіноча боротьба, до 67 кг | Срібло |
| Олімпійський кваліфікаційний турнір з боротьби 2012 (Софія)   | Туреччина | жіноча боротьба, до 63 кг | 5      |
| Олімпійський кваліфікаційний турнір з боротьби 2012 (Тайюань) | Туреччина | жіноча боротьба, до 63 кг | Срібло |
| Гран-прі Іспанії з боротьби 2012                              | Туреччина | жіноча боротьба, до 63 кг | 15     |
| Klippan Lady Open 2013                                        | Туреччина | жіноча боротьба, до 63 кг | Срібло |
| Гран-прі Німеччини з боротьби 2013                            | Туреччина | жіноча боротьба, до 63 кг | Золото |
| Середземноморські ігри 2013                                   | Туреччина | жіноча боротьба, до 63 кг | Золото |
| Турнір Дана Колова — Николи Петрова 2014                      | Туреччина | жіноча боротьба, до 58 кг | Золото |
| Турнір Дана Колова — Николи Петрова 2015                      | Туреччина | жіноча боротьба, до 60 кг | Золото |
| Pro Wrestling League 2015                                     | Туреччина | команда                   | 5      |
| Klippan Lady Open 2018                                        | Туреччина | жіноча боротьба, до 59 кг | Бронза |
| Турнір Дана Колова — Николи Петрова 2018                      | Туреччина | жіноча боротьба, до 59 кг | Бронза |
| Середземноморські ігри 2018                                   | Туреччина | жіноча боротьба, до 62 кг | Золото |
| Турнір Яшара Догу 2020                                        | Туреччина | жіноча боротьба, до 62 кг | Бронза |